# American Football und Cheerleading Verband Thüringen
Der American Football und Cheerleading Verband Thüringen e. V. (AFCVT) wurde am 25. April 2013 in Jena gegründet.
Der Verband mit Sitz in Saalfeld/Saale ist Mitglied in:
- American Football Verband Deutschland
- Landessportbund Thüringen

Der AFCVT bildet im American Football als Spielverbund mit den Landesverbänden Sachsen-Anhalts und Sachsens eine Oberliga sowie mit den genannten, Berlin-Brandenburg und Mecklenburg-Vorpommern eine Regionalliga.

## Mitgliedsvereine
- AFC Erfurt Indigos e.V.
- AFV Jenaer Hanfrieds e.V.
- Saalfeld Titans e.V.
- Suhl Gunslingers e.V.
- SG Empor Kloster e.V. (Werratal Salt Kings)
- FFC Wartburg City Watchers e.V. (Eisenach)
- Woodpeckers e.V. (Amt Wachsenburg)
- USV Jena e.V.

## Landesjugendauswahl
Der AFCVT bildet zusammen mit dem AFC Sachsen und dem AFV Sachsen-Anhalt die Jugendauswahlmannschaft Saxony Knights. Dabei handelt es sich um eine Auswahlmannschaft für Spieler im Alter U18, die regelmäßig neu angepasst wird um am jährlich stattfindenden Jugendländerturnier teilzunehmen. Zuletzt nahmen die Knights 2021 am JLT teil, welches aufgrund der Covid-19-Pandemie in kleinerem Umfang mit nur drei Mannschaften stattfand. Mit dem zweiten Platz beendeten die Knights ihr bisher erfolgreichstes Turnier.
Optisch treten die Knights in den sächsischen Landesfarben mit weißen Jerseys und Hosen auf, wobei die Nummern, Namen und Seiten grün sind.